# Galactia earlei
Galactia earlei är en ärtväxtart som beskrevs av Nathaniel Lord Britton. Galactia earlei ingår i släktet Galactia och familjen ärtväxter. Inga underarter finns listade i Catalogue of Life.